# 홍콩 전투
홍콩 전투(영어: Battle of Hong Kong, 일본어: 香港の戦い 혼콘노타타카이[*]), 혹은 중국에서의 명칭 홍콩 방어전(중국어: 香港保衛戰 샹강바오웨이잔[*], Defence of Hong Kong) 또는 홍콩 함락(Fall of Hong Kong)은 제2차 세계 대전 중 태평양 전쟁 극초기 동시다발적으로 일어났던 첫 전투 중 하나이다. 같은 날 아침 진주만 공격이 일어남과 동시에 일본 제국은 대영제국에게 선전포고했고 곧바로 대영제국의 왕령 식민지였던 영국령 홍콩을 공격했다. 당시 홍콩 주둔군은 영국군, 인도군, 캐나다군 및 보조 방위군과 홍콩 자원방위대(HKVCD)로 구성되었다.
홍콩 주둔군은 전투 시작 일주일만에 가우룽과 신제 두 영토를 포기했다. 또한 2주도 채 지나지 않아 마지막으로 남은 영토인 홍콩섬을 지킬 수 없는 상황이 되자 영국령 홍콩이 항복했다.

## 배경
영국은 1921년 영일 동맹의 효력이 정지되면서 처음으로 일본을 적국으로 인식하기 시작했으며 1930년대 중일전쟁이 격화되면서 그 위협이 더욱 커졌다. 1938년 10월 21일 일본이 광저우시를 점령하며 홍콩이 포위되었다. 영국의 국방연구에서는 일본이 공격한다면 홍콩을 지켜내기 어렵다고 결론내렸으나 1930년대 중반부터 쭈이주완 방어선을 비롯한 홍콩 내 여러 방어 거점을 보강하는 작업을 진행했다. 1940년까지 영국은 홍콩 주둔군 병력을 상징적인 규모로 확 줄이기로 결정했다. 영국 극동사령부 총사령관인 로버트 브룩포팜경은 제한된 증원으로도 주둔군이 일본의 공격을 지연시켜 다른 곳에서 대비할 시간을 벌 수 있다고 주장했다. 윈스턴 처칠과 참모진은 홍콩을 전초기지로 규정하고 더 많은 병력을 보내지 않기로 결정했다. 하지만 1941년 9월에는 이전의 결정을 뒤집고 추가 병력 증원이 일본에 대한 군사적 억지력을 만들고 영국이 식민지 방어에 진지하게 보여 중국의 장제스를 안심시킬 수 있다고 주장했다.
홍콩 방어계획은 신제와 가우룽에서 지연작전을 벌여 이곳의 중요 인프라와 상점을 이용하지 못하게 미리 파괴한다는 전략이었다. 쭈이주완 방어선은 최소 3주는 버틸 수 있다고 예상했으며 이후에는 모든 수비군이 홍콩섬으로 철수해 싱가포르 혹은 필리핀에서 지원군이 오기 전까지 홍콩섬을 방어하고 항구를 사용하지 못하게 막는다는 계획을 세웠다.
미 육군 사관학교의 역사교과서에 따르면 "일본군의 광저우, 하이난섬, 프랑스령 인도차이나, 타이완 점령은 홍콩에서 첫 교전이 일어나기 한참 이전부터 홍콩의 운명을 사실상 결론지었다"고 말한다. 하지만 홍콩 주둔 영국군은 상대인 일본군 능력을 과소평가했고 일본이 심각한 위협을 가한다는 평가를 "매국적"이며 "불복종적 행위"라고 경시했다.
교전 이전 홍콩에 파견된 미국 최고위 관료인 로버트 워드 미국 영사는 홍콩 주둔군이 빠르게 붕괴된 이유를 영국 현지 사회나 중국인이 전쟁에 충분히 대비하지 못했기 때문이라고 직접 설명했다. 워드는 "(영국 통치자) 일부는 홍콩을 중국인에게 넘기기보다 일본인에게 넘기는 게 좋다고 솔직히 말했는데, 이는 중국인을 고용해 식민지를 방어하기보다 일본에게 그냥 홍콩을 넘기겠다는 뜻이었다"며 홍콩을 통치하는 고위관료의 편견에 찬 태도를 비판했다.
전투를 목격하고 일본군에게 포로로 잡힌 미 육군 부군수관인 레이놀드 컨던 대령은 교전 이전 군사적 준비와 이후 작전 수행을 보고 기록으로 남겼다.

## 전투 서열

### 연합국 측
| 1941년 12월 8일 기준 동원된 전 병력 | 14,564명 |
| ----------------------------------- | -------- |
| 영국군                              | 3,652명  |
| 현지 식민군                         | 2,428명  |
| 인도군                              | 2,254명  |
| 보조 방위부대                       | 2,112명  |
| 홍콩 자원방위군단                   | 1,787명  |
| 캐나다군                            | 1,982명  |
| 의무병                              | 136명    |

#### 인도군

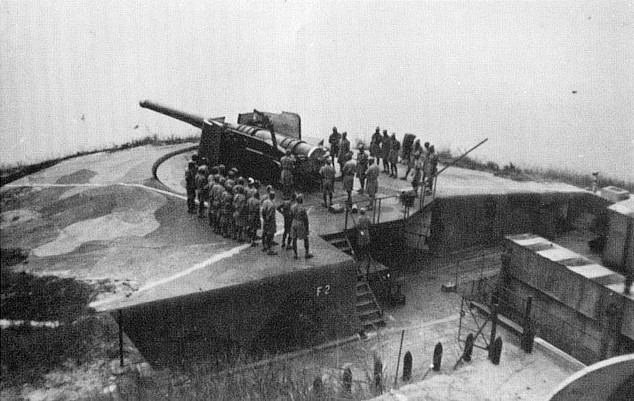
홍콩섬의 모싱령 포대에서 BL 9.2인치 Mk IX – X 해안포를 운용하는 인도군 포수의 모습

1937년 6월 라즈푸트연대 제5, 제7대대가 홍콩에 주둔하기 시작했고 뒤이어 1940년 11월에는 펀자브연대 제2, 제14대대가 홍콩에 주둔하기 시작했다. 또한 인도군은 인도인(시크교) 포수가 있는 홍콩 및 싱가포르 왕립포병연대와 같은 여러 해외군 연대와 하나로 통합되었다. 홍콩 노새군단은 거의 대부분 도그라스인과 펀자브 무슬림으로 구성되었다. 인도 의무대의 의료진은 전투 중 부상당한 사람을 도왔다. 홍콩에서 근위요원으로 보냈던 인도 출신 전직 군인도 "끔찍할 정도로 엄청난 사상자"를 봤다고 말했다.

#### 홍콩 및 싱가포르 왕립포병연대
스톤커터스섬, 바이사완, 리먼 요새, 거롄천산, 바오추이위안(벨처스), 모싱령(데이비스산), 주빌힐, 보카라, 스탠리 등에 배치된 해안포대가 전투가 종료되거나 항복할 때까지 지상 작전 지원을 위한 포병 지원을 제공했다. 인도에서 모병한 병력으로 구성된 홍콩과 싱가포르 왕립포병연대는 홍콩 전투에서 많은 사망자를 냈으며 사이완 전쟁기념관 추모묘지 입구의 패널 설명에서는 전사 144명, 실종 45명, 부상 103명의 이름이 새겨져 있다.

## 참고 문헌
서적
- Banham, Tony (2005). 《Not the Slightest Chance: The Defence of Hong Kong, 1941》. Hong Kong: Hong Kong University Press. ISBN 9622097804.
- Carew, Tim (1960). 《Fall of Hong Kong》. London: Anthony Blond Ltd.
- Carroll, J. M. (2007). 《A Concise History of Hong Kong》. Critical Issues in History. Lanham: Rowman & Littlefield. ISBN 978-0-74253-421-6.
- Chi Man, Kwong; Yiu Lun, Tsoi (2014). 《Eastern Fortress: A Military History of Hong Kong, 1840–1970》. Hong Kong: Hong Kong University Press. ISBN 9789888208715.
- Fung, Chi Ming (2005). 《Reluctant Heroes: Rickshaw Pullers in Hong Kong and Canton, 1874–1954》 illus.판. Hong Kong University Press. ISBN 978-962-209-734-6.
- Harris, John R. (2005). 《The Battle for Hong Kong 1941–1945》. Hong Kong: Hong Kong University Press. ISBN 978-962-209-779-7.
- Horne, Gerald (2004). 《Race war : white supremacy and the Japanese attack on the British Empire》. New York: New York University Press. ISBN 978-0814736418.
- Ishiwari, Heizō (1956년 5월 31일). 《Army Operations in China, December 1941 – December 1943》 (PDF). Japanese Monograph. IV 17807.71-2. Washington, DC: Office of the Chief of Military History, Department of the Army. OCLC 938077822. 2016년 7월 30일에 확인함.
- Ko, Tim Keung; Wordie, Jason (1996). 《Ruins of War A Guide to Hong Kong's Battlefields and Wartime Sites》. Joint Publishing (H.K.) Co. ISBN 9789620413728.
- Lai, Benjamin; Rava, Giuseppe (2014). 《Hong Kong 1941–45: First Strike in the Pacific War》. Campaign. Osprey. ISBN 978-1-78200-268-0.
- Mackenzie, Compton (1951). 《Eastern Epic: September 1939 – March 1943, Defence》 I. London: Chatto & Windus. OCLC 59637091.
- Nicholson, Brian (2010). 《Traitor》. Bloomington, IN: Trafford. ISBN 978-1-4269-4604-2.
- Roland, Charles G. (2001). 《Long Night's Journey into Day: Prisoners of War in Hong Kong and Japan, 1941–1945》. Waterloo, ON: Wilfrid Laurier University Press. ISBN 0-88920-362-8.
- Stacey, C. P. (1956) [1955]. 《Six Year of War: The Army in Canada, Britain and the Pacific》 (PDF). Official History of the Canadian Army in the Second World War I 2 rev. online판. Ottawa: By Authority of the Minister of National Defence. OCLC 917731527. 2016년 8월 2일에 원본 문서 (PDF)에서 보존된 문서. 2015년 12월 12일에 확인함.
- Turner, John Frayn (2010) [2006]. 《Awards of the George Cross 1940–2009》 online, Pen & Swo, Barnsley판. Havertown, PA: Casemate. ISBN 978-1-78340-981-5.
- White, Barbara-Sue (1994). 《Turbans and Traders : Hong Kong's Indian Communities》. Oxford University Press. ISBN 9780195852875.
- Woodburn Kirby, S.;  외. (2004) [1957].  Butler, J. R. M., 편집. 《The War Against Japan: The Loss of Singapore》. History of the Second World War United Kingdom Military Series I Naval & Military Press판. London: HMSO. ISBN 1-84574-060-2.

저널 논문
- Macri, David (2011). “The Fall of Hong Kong: The Condon Report”. 《Canadian Military History》 (영어) 20 (2): 65–80. ISSN 1195-8472.
- Roland, Charles G. (2016년 7월 26일). “Massacre and Rape in Hong Kong: Two Case Studies Involving Medical Personnel and Patients”. 《Journal of Contemporary History》 32 (1): 43–61. doi:10.1177/002200949703200104. ISSN 0022-0094. JSTOR 261075. S2CID 159971599.

뉴스
- “(Associated Press) Japan Apologizes to Canadian POWs from H. K. Battle”. 《Japan Times》. 2011년 12월 10일. 2면. ISSN 0289-1956.

웹사이트
- Kwong, Chi Man. “The Battle of Hong Kong 1941: A Spatial History Project”. 《Hong Kong Baptist University Library, History in Data》. 2023년 3월 18일에 확인함.
- Linton, Suzannah. “Hong Kong's War Crimes Trials Collection: Libraries”. 《The University of Hong Kong》. 2017년 4월 4일에 확인함.

## 추가 읽기
- Banham, Tony (2009). 《We Shall Suffer There: Hong Kong's Defenders Imprisoned, 1942–1945》. Hong Kong: Hong Kong University Press. ISBN 978-962-209-960-9.
- Burton, John (2006). 《Fortnight of Infamy: The Collapse of Allied Airpower West of Pearl Harbor》. Annapolis, MD: US Naval Institute Press. ISBN 1-59114-096-X.
- Snow, Philip (2003). 《The Fall of Hong Kong: Britain, China and the Japanese Occupation》. New Haven, CT: Yale University Press. ISBN 0-300-10373-5.